# 皮茲諾帕利
51°56′19″N 30°54′33″E / 51.93861°N 30.90917°E
皮茲諾帕利（烏克蘭語：Пізнопали），是烏克蘭北部的村莊，隸屬切爾尼希夫州的切爾尼希夫區。該村始建於1721年，面積0.37平方公里，海拔高度113米，2001年人口40。